# Christina Heinich
Christina Heinich, född den 8 juli 1949 i Leipzig, Sachsen, är en östtysk friidrottare inom kortdistanslöpning. Hon tävlade i en tid då östtyska idrottare ingick i ett dopningsprogram (från mitten av 1970-talet statsorganiserat) varför hennes resultat är starkt ifrågasatta.
Heinich tog OS-silver på 4 x 100 meter vid friidrottstävlingarna 1972 i München.